# 인천미추홀경찰서
인천미추홀경찰서(仁川彌鄒忽警察署, Incheon Michuhol Police Station)는 인천광역시경찰청이 관할하는 경찰서 중 하나이다. 인천광역시 미추홀구 일대를 관할한다. 인천광역시 미추홀구 매소홀로290번길 32(학익동)에 위치하고 있다.
서장은 총경으로 보한다.

## 연혁
- 1949년 5월 7일: 동인천경찰서 개서
- 1973년 7월 1일: 인천동부경찰서로 변경
- 1989년 9월 3일: 인천남부경찰서(현재 인천남동경찰서) 분리
- 2006년 12월 4일: 인천남부경찰서로 변경
- 2018년 7월 1일: 인천광역시 미추홀구 출범에 맞추어 인천미추홀경찰서로 변경

## 조직
| - 청문감사관 - 112종합상황실 - 경무과 - 생활안전과 | - 여성청소년과 - 수사과 - 형사과 | - 경비과 - 교통과 - 정보보안과 |

## 관할 파출소 및 지구대
인천미추홀경찰서는 6개 지구대와 3개 파출소를 산하에 두고 있다.
| 명칭         | 사진 | 주소                         | 관할구역                                         | 치안센터                    |
| ------------ | ---- | ---------------------------- | ------------------------------------------------ | --------------------------- |
| 학동지구대   |      | 학익소로63번길 92 (학익동)   | 학익1·2동, 용현1·4동                             |                             |
| 숭의지구대   |      | 석정로 24 (숭의동)           | 숭의2·4동, 용현2·3동, 숭의1동 일부, 숭의3동 일부 | 도원치안센터 제물포치안센터 |
| 도화지구대   |      | 숙골로43번길 158-29 (도화동) | 도화2·3동, 주안5동, 숭의1동 일부, 숭의3동 일부   | 도화2치안센터               |
| 주안지구대   |      | 인하로 448 (관교동)          | 관교치안센터                                     | 관교치안센터                |
| 주안역지구대 |      | 주안로 71 (주안동)           | 주안1동, 도화1동 일부                            |                             |
| 문학지구대   |      | 소성로 340 (문학동)          | 관교동, 문학동                                   |                             |
| 용오파출소   |      | 용오로 24 (용현동)           | 용현5동                                          |                             |
| 석암파출소   |      | 경인로 455-1 (주안동)        | 주안6동                                          |                             |
| 주안2파출소  |      | 한나루로 566 (주안동)        | 주안2·3동, 도화1동                               |                             |

## 같이 보기
- 인천광역시지방경찰청